# 12e cérémonie des Golden Globes
La 12e cérémonie des Golden Globes a eu lieu le 24 février 1955, récompensant les films diffusés en 1954 et les professionnels s'étant distingués cette année-là.

## Palmarès
Les lauréats sont indiqués ci-dessous en premier de chaque catégorie et en caractères gras.

### Cinéma

#### Meilleur film dramatique
- Sur les quais (On the Waterfront)

#### Meilleur film musical ou de comédie
- Carmen Jones

#### Meilleur réalisateur
- Elia Kazan – Sur les quais (On the Waterfront)

#### Meilleur acteur dans un film dramatique
- Marlon Brando pour le rôle de Terry Malloy dans Sur les quais (On the Waterfront)

#### Meilleure actrice dans un film dramatique
- Grace Kelly pour le rôle de Georgie Elgin dans Une fille de la province (The Country Girl)

#### Meilleur acteur dans un film musical ou une comédie
- James Mason pour le rôle de Norman Maine dans Une étoile est née (A Star Is Born)

#### Meilleure actrice dans un film musical ou une comédie
La récompense avait déjà été décernée.
- Judy Garland pour le rôle de Vicki Lester dans Une étoile est née (A Star is Born)

#### Meilleur acteur dans un second rôle
- Edmond O'Brien pour le rôle d'Oscar Muldoon dans La Comtesse aux pieds nus (The Barefoot Contessa)

#### Meilleure actrice dans un second rôle
- Jan Sterling pour le rôle de Sally McKee dans Écrit pour le rôle de dans le ciel (The High and the Mighty)

#### Meilleur scénario
- Sabrina – Ernest Lehman, Samuel Taylor et Billy Wilder

#### Meilleure photographie
Noir et blanc
- Sur les quais (On the Waterfront) – Boris Kaufman

Couleur
- Brigadoon  – Joseph Ruttenberg

#### Meilleur film en langue étrangère
(ex æquo)
- Geneviève (Genevieve) •  Royaume-Uni
- La Mujer de las Camelias •  Argentine
- Vingt-quatre prunelles (二十四の瞳) •  Japon
- Weg ohne Umkehr •  Allemagne

#### Golden Globe de la révélation masculine de l'année
La récompense avait déjà été décernée.
(ex æquo)
- Joe Adams pour le rôle de Husky Miller dans Carmen Jones
- George Nader pour le rôle de Bronco dans Quatre tueurs et une fille (Four Guns to the Border)
- Jeff Richards pour le rôle de Benjamin dans Les Sept Femmes de Barbe-Rousse (Seven Brides for Seven Brothers)

#### Golden Globe de la révélation féminine de l'année
La récompense avait déjà été décernée.
(ex æquo)
- Shirley MacLaine pour le rôle de Jennifer dans Mais qui a tué Harry ? (The Trouble with Harry)
- Kim Novak pour le rôle de Janis dans Phffft!
- Karen Sharpe pour le rôle de Nell Buck dans Écrit dans le ciel (The High and the Mighty)

### Spéciales

#### Cecil B. DeMille Award
- Jean Hersholt
  - Joan Crawford
  - Stanley Kramer

#### Henrietta Award
Récompensant un acteur et une actrice.
La récompense avait déjà été décernée.
- June Allyson
- Pier Angeli
- Doris Day
- Audrey Hepburn
- Marlon Brando
- Alan Ladd
- Gregory Peck

#### Golden Globe de la meilleure promotion pour l'entente internationale
La récompense avait déjà été décernée.
- La Lance brisée (Broken Lance) – Edward Dmytryk

#### Special Achievement Award
La récompense avait déjà été décernée.
- Dimitri Tiomkin [2]
- Anywhere in Our Time •  Allemagne [3]
- John Ford [4]
- Herbert T. Kalmus [5]